# Pachyurus
Pachyurus és un gènere de peixos de la família dels esciènids i de l'ordre dels perciformes.

## Taxonomia
- Pachyurus adspersus (Steindachner, 1879)
- Pachyurus bonariensis (Steindachner, 1879)
- Pachyurus calhamazon (Casatti, 2001)
- Pachyurus francisci (Cuvier, 1830)
- Pachyurus gabrielensis (Casatti, 2001)
- Pachyurus junki (Soares & Casatti, 2001)
- Pachyurus paucirastrus (Aguilera, 1983)
- Pachyurus schomburgkii (Günther, 1860)
- Pachyurus squamipennis (Agassiz, 1831)
- Pachyurus stewarti (Casatti & Chao, 2002)[2][3][4][5][6][7]